# Mitsuhisa Taguchi
Mitsuhisa Taguchi (jap. 田口 光久 Taguchi Mitsuhisa; ur. 14 lutego 1955 w Akita, zm. 12 listopada 2019 w Tokio) – japoński piłkarz, reprezentant kraju.

## Kariera klubowa
Od 1973 do 1984 roku występował w klubie Mitsubishi Motors.

## Kariera reprezentacyjna
W reprezentacji Japonii zadebiutował w 1975. W reprezentacji Japonii występował w latach 1975-1984. W sumie w reprezentacji wystąpił w 59 spotkaniach.

## Statystyki
| Reprezentacja Japonii | Reprezentacja Japonii | Reprezentacja Japonii |
| Rok                   | Mecze                 | Gole                  |
| --------------------- | --------------------- | --------------------- |
| 1975                  | 1                     | 0                     |
| 1976                  | 3                     | 0                     |
| 1977                  | 5                     | 0                     |
| 1978                  | 13                    | 0                     |
| 1979                  | 8                     | 0                     |
| 1980                  | 4                     | 0                     |
| 1981                  | 4                     | 0                     |
| 1982                  | 8                     | 0                     |
| 1983                  | 9                     | 0                     |
| 1984                  | 4                     | 0                     |
| Razem                 | 59                    | 0                     |